# Madonna Doria
La Madonna Doria è un dipinto a olio su tavola (59x34 cm) del Parmigianino, databile al 1525 circa e conservato nella Galleria Doria-Pamphili a Roma. Per forma e dimensioni l'opera è ritenuta un dittico con la Natività con angeli, nello stesso museo. Ne esiste inoltre una versione più piccola (44x31 cm) giudicata pure autografa nei depositi degli Uffizi.

## Storia e descrizione
L'opera è nota dalla descrizione del Tonci della Galleria Doria del 1794, e la sua datazione si lega a quella della Natività, menzionata forse da Vasari
La scena è ambientata davanti a una lastra coperta da un lenzuolo, forse riferimento alla pietra dell'unzione, su cui si trovano appoggiati due libri e il cuscino su cui il Bambino sta seduto con un grande libro aperto sulle ginocchia e una colomba stretta tra le mani, variazione forse sul cardellino simbolo della Passione. Maria si trova dietro ed è in posizione di adorazione. Il velo le copre la testa facendo pieghette setose, mentre fascia la manica con un gonfio giro, tipico del manierismo.
Uno sfondo di alberi mossi dal vento sul declivio di una collina si trova dietro una tenda verde con frange, scostata e legata a destra. Il cielo ha i toni cupi del tramonto.
La pittura teneramente sfumata è applicata a una composizione di stampo raffaellesco, con un'originale interazione tra i protagonisti. Il Bambino, che guarda verso lo spettatore, è posto in tralice, generando la profondità.
La tavola degli Uffizi invece è nota dagli inventari del 1881 (n. 1032) e del 1890 (n. 1410). Generalmente riferita alla scuola dell'artista, potrebbe invece essere il dipinto citato da Vasari tra le sue proprietà ad Arezzo. Di Giampaolo scartò con decisione l'ipotesi di una copia di scuola, ribadendo l'autografia del dipinto, per una serie di elementi migliori che nella versione Doria, quali la tenda più ampia e mossa, il paesaggio differente, la testa di Maria più tondeggiante, il cuscino e il lenzuolo sul parapetto più in risalto plastico.

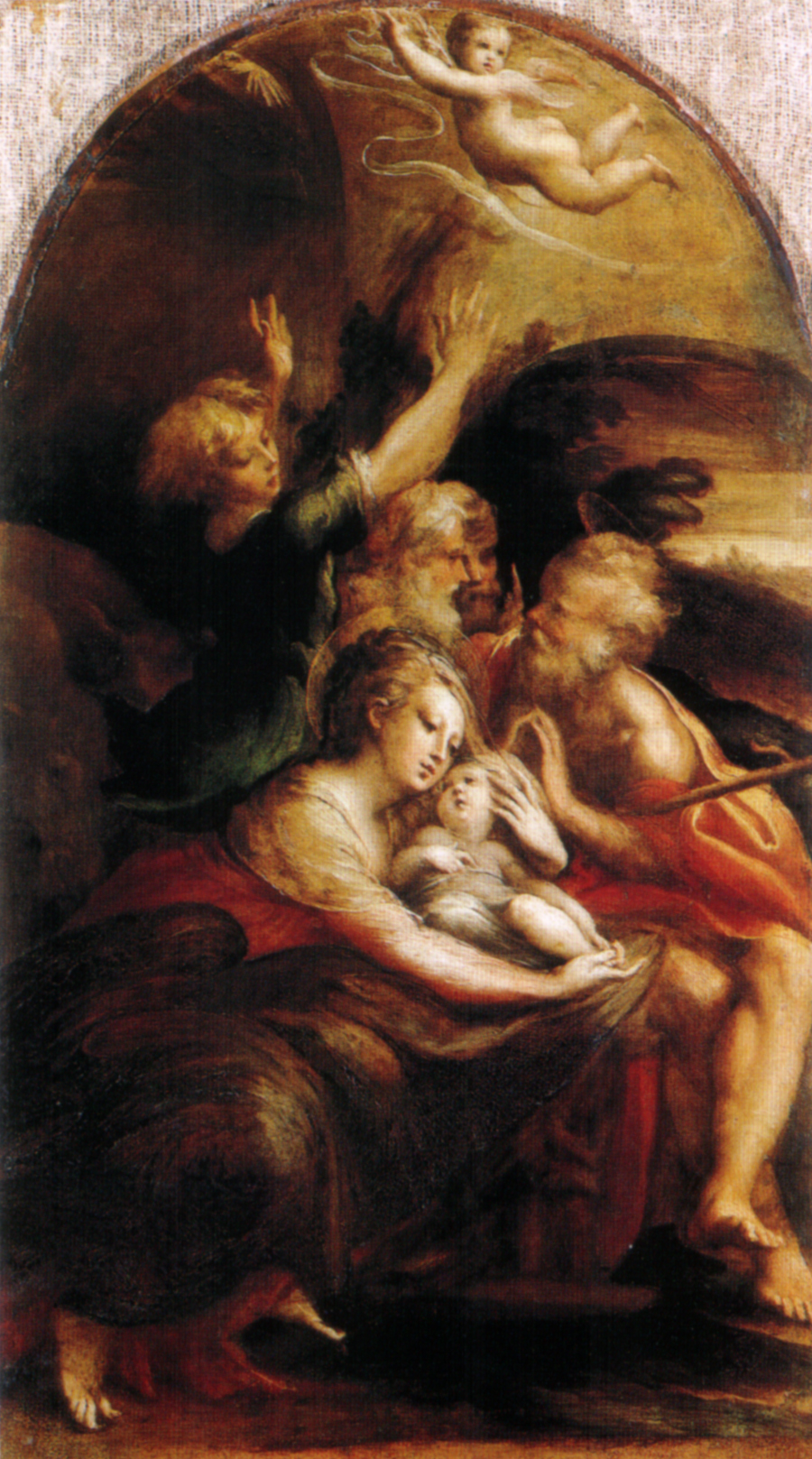
Natività con angeli